# Битва при Гердонии (212 до н. э.)
Битва при Гердонии (212 год до н. э.) — сражение между римской и карфагенской армиями в ходе Второй Пунической войны.

## Предыстория
В 212 году до н. э. римский претор Гней Фульвий Флакк, командовавший римскими войсками в Апулии, захватил несколько италийских городов, поддерживавших Ганнибала. Успех и богатая добыча вскружили голову претору и его солдатам. Армия начала морально разлагаться: упала дисциплина, солдаты не повиновались начальникам. Но Фульвий не обращал на это никакого внимания.
Ганнибал тем временем одержал победу над армией претора Марка Центения Пенулы при Силарусе. Разведчики донесли ему, что в войске Фульвия нет дисциплины, и оно может быть легко разбито. Ганнибал двинулся из Лукании в Апулию.
Когда в армии Фульвия прослышали о приближении карфагенян, солдаты едва не начали без приказа строиться. Ночью Ганнибал разместил в кустарнике засадный отряд из 3 тысяч человек и расположил конницу по обеим сторонам дороги в Рим, таким образом отрезав римлянам путь к отступлению.

## Битва
На рассвете Ганнибал вывел свою армию на боевые позиции. Вывел своих воинов и Фульвий, но реально он не командовал своей армией. Солдаты не соблюдали никакого боевого порядка и становились, где хотели. Боевая линия римлян оказалась чрезмерно вытянутой и непрочной.
Мощным ударом карфагеняне прорвали римскую боевую линию в центре и ударили с тыла по двум теперь разрозненным римским группировкам. Видя это, Фульвий под прикрытием двухсот всадников бежал с поля боя. Две разрозненные группировки были разгромлены. Пытавшиеся бежать римляне были частью перебиты конницей, сумело сбежать лишь 2 тысячи солдат.

## Итоги
Римляне потерпели сокрушительное поражение. Из 18 тысяч солдат уцелело лишь 2 тысячи.
Претор Гней Фульвий Флакк в Риме в 211 году до н. э. был привлечён к суду. Большая часть сенаторов склонялась к тому, чтобы казнить его. Брат Гнея, Квинт, консул 212 года до н. э., пытался убедить сенаторов пощадить его. Гней, не дожидаясь решения сената, удалился в изгнание. Сенат также вынес приговор: изгнание.